# Carcere dell'Ucciardone
Il carcere dell'Ucciardone è un antico istituto penitenziario di Palermo.
È situato in piena città, vicino al quartiere di Borgo Vecchio, nei pressi del porto, in via Enrico Albanese 3.

## Storia

### Origine del nome
Secondo alcuni, il nome deriverebbe dal siciliano u ciarduni, a sua volta dal francese chardon, che vuol dire cardo: un tempo, infatti, questa pianta commestibile veniva coltivata nel terreno in cui sarebbe poi sorto l'edificio.
Come molte etimologie popolari però l'incoerenza morfo-fonetica tra l'origine sopra ipotizzata e il risultato del pronunciato odierno indirizzano piuttosto a conclusioni differenti. Infatti Ucciardone appare, più probabilmente, come l'italianizzazione di un precedente g-ucciardone, pronunciato correntemente e correttamente Gucciarduni o, con pronuncia più desueta, Guzzarduni, probabile cognome familiare affine a Guzzardi o Guzzardo.

### Fondazione

Immagine del marzo 1983, interno di una cella

È stato progettato all'inizio del XIX secolo dall'architetto Nicolò Puglia e riformato, come oggi si vede, dall'architetto palermitano Emmanuele Palazzotto (Palermo 1798-1872). Nel 1842, con il trasferimento dei detenuti dallo storico carcere della Vicaria, poi trasformato in Palazzo delle Reali Finanze dallo stesso architetto Palazzotto, iniziò la sua attività. Il 2 settembre 2014 è stato trasformato da casa circondariale a casa di reclusione.
L'8 gennaio 2018 il carcere è stato intitolato al maresciallo degli agenti di custodia Calogero Di Bona, ucciso dalla mafia il 28 agosto 1979.